# Colin McRae Rally (игра)
Colin McRae Rally — видеоигра жанра автосимулятор, первая по счету в серии Colin McRae Rally. Она была разработана и издана Codemasters для PlayStation, Microsoft Windows и Game Boy Color. В игре представлены действующие машины и пилоты из Чемпионата мира по ралли 1998 года.

## Игровой процесс
Colin McRae Rally — это симулятор ралли, в игре представлены настоящие автомобили и этапы чемпионата мира по ралли 1998. В игре есть три уровня сложности, каждый из них предлагает игроку разные автомобили: уровень Новичок предлагает игроку переднеприводные машины класса F2, такие как SEAT Ibiza F2 Kit Car, Промежуточный уровень сложности предлагает игроку полноприводные автомобили класса WRC, такие как Subaru Impreza WRC, и уровень Эксперт предлагает игроку возможность разблокировать бонусные машины, такие как Ford Escort MKII, Lancia Delta Integrale, Audi Quattro S1 и Ford RS200. Всего в игре 14 машин, которые были сделаны с помощью лазерного сканирования.
Семь официальных раллийных этапов мирового чемпионата по ралли (Новая Зеландия, Акрополис (Греция), Австралия, Монте-Карло, Швеция, Корсика и Великобритания), а также один неофициальный этап (Индонезия) представлены в игре. Ралли Индонезии изначально присутствовало в календаре сезона 1998 WRC, однако было отменено из-за волнений в стране. Несмотря на то, что этапы названы так же как и реальные, все дорожные отрезки являются вымышленными.
В игре отсутствует возможность соревноваться с другими игроками через интернет. Игра поддерживает локальный многопользовательский режим до восьми игроков, а также возможность игры с разделённым экраном для двух игроков одновременно. Продажи были высоки, и игра получила сиквел Colin McRae Rally 2.0, который вышел в 2000 году.

## Разработка
Считается, что аркадная игра Sega Rally оказала большое влияние на Codemasters при разработке Colin McRae Rally. Также разработчики черпали вдохновение из компьютерной игры Screamer Rally и консольной Wave Race 64. Разработчики изначально сомневались в жизнеспособности концепции симулятора настоящего ралли, ведь прочие игры того времени, как например V-Rally, имели мало общего с этим видом спорта, предлагая игрокам обычные гонки, только в раллийном сеттинге, что немного напоминало ралли-кросс. В конце концов, они увидели потенциал игры после тестирования на ранней стадии разработки с импровизированными соревнованиями внутри коллектива, что побудило команду перейти в полноценной разработке.

## Список машин
В игре доступно 4 автомобиля с полным приводом, 4 автомобиля с передним приводом и 6 бонус-автомобилей.

### 4WD (полный привод)
- Subaru Impreza 22B
- Mitsubishi Lancer Evo 4
- Ford Escort WRC
- Toyota Corolla WRC

### FWD (передний привод)
- Renault Maxi Megane — FWD (не доступен в версии 1.4/1.5)
- SEAT Ibiza Kit Car Evo2
- VW Golf GTI Kit Car
- Skoda Felicia Kit Car

### Бонус
- Ford Escort Mk II
- Lancia Delta Integrale
- Ford RS200
- Audi Quattro S1
- Toyota Celica GT-Four (доступна только после ввода чит-кода «BEEFCAKE»)
- Millennium 4 Rallye Special (доступна только после ввода чит-кода «HIPPO»)

## Список стран и пилотов

### Страны
Каждая страна включает в себя 6 этапов, включая особые этапы.
- Новая Зеландия
- Греция
- Монако
- Австралия
- Швеция
- Корсика
- Индонезия
- Великобритания

### Гонщики
- Колин Макрей
- Ричард Бёрнс
- Дидье Ориоль
- Филипп Бугальски
- Юха Канккунен
- Пьеро Лиатти
- Джонас Андромеда
- Алистер Макрей
- Харри Рованпера
- Томми Макинен
- Карлос Сайнс
- Ари Ватанен
- Бруно Тири
- Ориол Гомес
- Кеннет Бэклунд
- Ларри Адамс
- Стиг Бломквист
- Тимо Салонен
- Тоби Скарлетт
- Виктор Романов[7]

## Оценки и мнения
| Сводный рейтинг         | Сводный рейтинг | Сводный рейтинг |
| Издание                 | Оценка          | Оценка          |
| Издание                 | PC              | PS              |
| ----------------------- | --------------- | --------------- |
| GameRankings            | 76,93 %         | 82,16 %         |
| Иноязычные издания      |                 |                 |
| Издание                 | Оценка          | Оценка          |
| Издание                 | PC              | PS              |
| AllGame                 | N/A             | [ 10 ]          |
| Edge                    | N/A             | 9/10            |
| EGM                     | N/A             | 7,75/10         |
| GameFan                 | N/A             | 80 %            |
| GamePro                 | [ 14 ]          | [ 15 ]          |
| GameRevolution          | N/A             | B               |
| GameSpot                | 6,6/10          | 5,6/10          |
| GameZone                | 7/10            | N/A             |
| IGN                     | 6,7/10          | 9/10            |
| OPM                     | N/A             | [ 22 ]          |
| OPMUK                   | N/A             | 9/10            |
| PC Gamer (US)           | 75 %            | N/A             |
| The Cincinnati Enquirer | N/A             | [ 25 ]          |
| Русскоязычные издания   |                 |                 |
| Издание                 | Оценка          | Оценка          |
| Издание                 | PC              | PS              |
| Absolute Games          | 85 %            | N/A             |
| Game.EXE                | 90 %            | N/A             |
| «Игромания»             | 9,3/10          | N/A             |
| «НИМ»                   | 9,0/10          | N/A             |
| «Страна игр»            | 7,5/10          | 7,5/10          |

К концу 2002 года, продажи Colin McRae Rally насчитывали 4 миллиона копий. Игра стала бестселлером в Великобритании. Летом 2018 года, благодаря уязвимости в защите Steam Web API, стало известно, что точное количество пользователей сервиса Steam, которые играли в игру хотя бы один раз, составляет 143 826 человек.
Colin McRae Rally была тепло принята критиками, на агрегаторе GameRankings рейтинг достигает 76,93 % для PC-версии и 82,16 % для PlayStation. Edge поставили версии игры для PlayStation оценку 9 из 10 баллов, нахваливая аутентичную симуляцию, но отмечая, что в игре порой случаются графические глюки. GameRevolution поставили той же версии игры рейтинг B, критикуя графику, нехватку музыки и плохое озвучивание штурмана, но хваля разнообразие трасс и игровой процесс. GameSpot отзывались об игре гораздо менее позитивно, дав оценку PC-версии в 6.6 из 10 баллов, похвалив управление автомобилем, но критикуя процесс настройки автомобиля, длину этапов и модель повреждений. Ещё хуже они отозвались о версии игры для PlayStation, дав всего 5.6 из 10 баллов, в своей рецензии они отмечали отсутствие оригинальности. IGN написали две разные рецензии, с одной стороны они похвалили порт для PlayStation, поставив ему 9 из 10, превознося основанный на умении игрока игровой процесс и качественную симуляцию, но PC-версия получила от них всего 6.7 из 10 баллов, а в рецензии отмечалось, что игра менее захватывающая, чем традиционные игры. Official UK PlayStation Magazine оценили игру в 9 из 10, восхваляя графику и вариативность, в рецензии также говорилось, что «игра подняла планку внедорожных гонок почти до уровня Gran Turismo».
Среди российских игровых изданий Colin McRae Rally также получила крайне положительные отзывы. Обозреватель журнала «Игромания» поставил игре оценку 9,3 балла из 10. Рецензент отмечал профессиональный подход создателей игры к её разработке, а также хвалил физическую модель, называя её лучшей среди существующих на тот момент. Не обошлось и без критики, автор посчитал, что в игре есть недостаток параметров настройки автомобиля, а также явная нехватка доступных с самого начала этапов. Обозреватель портала Absolute Games также хорошо отзывался об игре, дав ей рейтинг 85 %. Он хвалил игру как симулятор, но ругал вид из кабины и мыльную графику. В конце статьи автор предрекал, что «после выхода Colin McRae Rally жанр изменится, Codemasters входит в роль законодателя мод». Журнал «Навигатор игрового мира» также тепло отозвался об игре и поставил оценку 9.0 из 10. Среди достоинств игры автор рецензии выделял «великолепную» физическую модель и красивые пейзажи. Рецензент журнала «Страна игр» сравнивал игру с Gran Turismo, в конце статьи он отметил, что игра получилась неплохая, но уступает творению Polyphony Digital в плане графики. От этого издания Colin McRae Rally получила рейтинг 7.5 из 10. В то же время журнал Game.EXE дал игре рейтинг 90 %. В статье говорилось, что игра очень хороша как симулятор ралли. Автор рецензии также сильно удивлялся, что порт с консоли получился настолько хорошим.